# 高龙福
高龙福（1956年7月—），男，中华人民共和国政治人物，中国人民解放军少将，曾任中国人民解放军新疆生产建设兵团军事部参谋长，新疆军区阿勒泰军分区司令，中共陕西省委常委，陕西省军区司令员。